# Canada Life
Canada Life (vollständiger Name Canada Life Assurance Europe plc) ist die Tochter der 1847 von Hugh C. Baker in Ontario gegründeten The Canada Life Assurance Company, der ersten kanadischen Lebensversicherungsgesellschaft. Canada Life bietet in Deutschland Versicherungen für die Altersvorsorge sowie für die Risikoabsicherungen auf dem Maklermarkt an.

## Historie

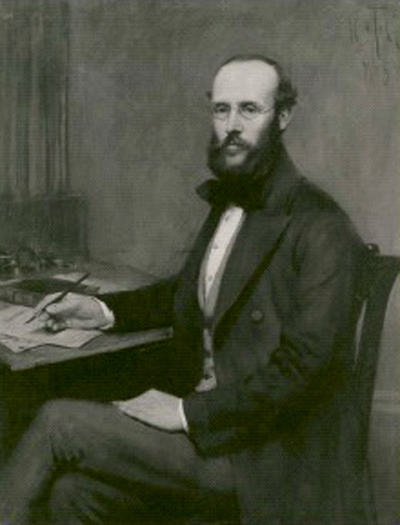
Hugh C. Baker – Gründer von Canada Life

### Gründung und Anfangsjahre
Im Jahr 1843 suchte der Kanadier Hugh C. Baker nach einer Absicherung für seine Familie. Da er an Asthma litt, musste er sich einer medizinischen Untersuchung unterziehen; hierfür legte er über 500 Meilen zu Pferd, mit der Postkutsche und dem Dampfschiff nach New York zurück. In New York schloss er eine Lebensversicherung über 1.000 Dollar ab. Baker kehrte daraufhin mit dem Entschluss zurück, die erste Versicherungsgesellschaft Kanadas zu gründen. So entstand 1847 die Canada Life Assurance Company in Hamilton, Ontario. 1889 weitete das Unternehmen seine Geschäftstätigkeit auf die USA aus. 1903 wurden die ersten europäischen Tochtergesellschaften in Irland und Großbritannien gegründet.

### Umwandlung in eine Aktiengesellschaft 1999 und Geschäftstätigkeit in Deutschland ab 2000
Canada Life wurde 1999 in eine Aktiengesellschaft umgewandelt. Im Juli des Folgejahres startete das Unternehmen seine Geschäftstätigkeit in Deutschland über die 1998 gegründete irische Tochtergesellschaft, die Canada Life Assurance Europe Limited.
2003 erweiterte Canada Life durch den Erwerb des deutschen Lebensversicherungsgeschäfts der Prudential plc (auch: „Sali“), die bereits seit 1996 im Versicherungsbereich tätig war, seinen Vertragsbestand um rund 120.000 Verträge sowie circa 7.000 Maklerkontakte. Hierdurch wurde das Unternehmen zu einer der größten Gesellschaften im deutschen Maklermarkt für fondsgebundene Produkte.
2004 ergänzte das Unternehmen seine Geschäftstätigkeit durch das Angebot einer betrieblichen Altersversorgung. Im Herbst des Folgejahres löste eine neue fondsgebundene Rentenversicherung die bisherige Fondspolice ab.

### Entwicklungen ab 2014
Seit 2014 bietet das Unternehmen eine Absicherung der Berufsunfähigkeit an. Am 11. November 2016 wurde die Gesellschaftsform der Canada Life Assurance Europe von einer Limited in eine plc (Public Limited Company) geändert. Im Juni des Jahres 2022 verlegte Canada Life seinen bisherigen Sitz vom Höninger Weg im Kölner Stadtteil Zollstock in das Ring-Karree am Kölner Hohenzollernring.

## Unternehmensstruktur
Die Muttergesellschaft des Unternehmens ist die kanadische The Canada Life Assurance Company, die seit 2003 zur kanadischen Finanzdienstleistungs-Holdinggesellschaft Great-West Lifeco Inc., Winnipeg gehört. Die Great-West ist Kanadas größter Versicherungskonzern nach Prämieneinnahmen. Die Unternehmen Great-West Life Assurance Company, London Life Insurance Company Ltd. und Canada Life sind in Kanada seit 2020 unter der gemeinsamen Marke Canada Life tätig. Im Geschäftsjahr 2022 betreute die Great-West Lifeco zusammen mit den kanadischen Tochterunternehmen mehr als 38 Millionen Kunden und verwaltete ein Vermögen von insgesamt 1.722,25 Milliarden Euro.
Neben dem Hauptsitz in Toronto unterhält Canada Life mehrere Tochtergesellschaften (etwa die Canada Life Ltd., Potters Bar, Großbritannien und die Canada Life Home Finance Trustee Ltd., Potters Bar, Großbritannien).
Canada Life Assurance Europe plc verwaltete 2022 in Deutschland ein Vermögen in Höhe von 8.231,25 Millionen Euro, wobei sich die Beitragseinnahmen auf 1.041,15 Millionen Euro beliefen. Im selben Geschäftsjahr waren in Irland und Deutschland 742 Mitarbeiter tätig. 2022 führte das Unternehmen 596.838 Verträge. Die Solvenzquote lag ohne Übergangsmaßnahmen im selben Jahr bei 174,4 Prozent.
Die Niederlassung in Deutschland unterliegt der irischen Aufsicht der Central Bank of Ireland und wird darüber hinaus durch die kanadische Aufsicht als Teil der Unternehmensgruppe beaufsichtigt. Weiterhin unterliegt die deutsche Niederlassung der Rechtsaufsicht durch die Bundesanstalt für Finanzdienstleistungsaufsicht. Da das Unternehmen seinen Hauptsitz nicht in Deutschland hat, ist die Mitgliedschaft im deutschen Sicherungsfonds für Protektor nicht möglich.
Eine Patronatserklärung der Muttergesellschaft gegenüber der Tochter liegt nicht vor. Die Kundengelder sind als Sicherungsvermögen wie Sondervermögen nach deutschem Recht geschützt. Die den Versicherungsverträgen zugeordneten Anlagestöcke werden getrennt vom Unternehmenskapital geführt und stehen daher im Insolvenzfall in vollem Umfang für eine Auszahlung an Kunden bereit. Da die Regeln in dieser Hinsicht durch eine europäische Richtlinie vorgeschrieben sind, entsprechen die irischen Regeln den deutschen Vorschriften für den Insolvenzfall.

## Standorte
Die Canada Life Assurance Europe plc hat ihren Hauptsitz in Dublin, Irland. Seit 2000 ist das Unternehmen in Deutschland mit seiner Hauptniederlassung in Köln sowie mit einer Geschäftsstelle in Neu-Isenburg vertreten.

## Produktkategorien
Die Geschäftsfelder der Canada Life umfassen auf dem deutschen Markt Altersvorsorge- und Risikoabsicherungsversicherungen. Im Bereich der Altersvorsorge bietet Canada Life in Deutschland beispielsweise fondsgebundene Basisrenten, Betriebliche Altersversorgung und Private Renten an. Zudem umfasst dieser Geschäftsbereich eine Sofortrente. Für die Risikoabsicherung bietet Canada Life Berufsunfähigkeits- und Grundfähigkeitsversicherungen an. Darüber hinaus umfasst diese Sparte Dread-Disease- sowie Risikolebensversicherungen.

## Soziales Engagement
Canada Life veranstaltet seit 2017 jährlich eine Spendenaktion („Mach’s Möglich“) für gemeinnützige Vereine.